# 小山侑紀
小山 侑紀（こやま ゆうき、1997年8月28日 - ）は、日本の女優である。東京都出身。

## 出演

### 舞台・ミュージカル
- 葉っぱのフレディ〜いのちの旅〜

2007年 - フレディ 役
2008年 - メアリー 役
2009年 - ダニエル 役
2012年・2013年 - 風のウェンディ 役
- ザ・ミュージックマン（2010年、東京/名古屋/大阪/札幌公演） - ライナス 役（ベルリラ担当）
- プリンセス・バレンタイン2〜ROCK!PRINCESS〜（2012年） - キャシー（EAST） 役
- 愛の唄を歌おう（2014年） - 天使 役
- から騒ぎ（2014年） - ヒーロー 役
- マリアと緑のプリンセス（2015年） - マリア 役
- DNA-SHARAKU（2016年）
- アップル・ツリー（2016年） - エラ 役
- ショパンと過ごした8日間（2016年） - 夜明希美 役
- 春の夜の夢（2017年） - サクラ 役
- ヤングフランケンシュタイン（2017年）
- シティ・オブ・エンジェルズ（2018年）
- SOMETHING ROTTEN！ サムシング・ロッテン！（2018年）
- ペテン師と詐欺師（2019年）
- プロデューサーズ（2020年11月9日 - 12月6日、東急シアターオーブ）
- モンティ・パイソンのSPAMALOT（2021年1月 - 3月）
- ブロードウェイと銃弾（2021年5月 - 6月）
- エニシング・ゴーズ（2021年8月 - ）
- カーテンズ（2022年2月 - 3月）
- キャッチ・ミー・イフ・ユー・キャン（2022年8月 - 9月）
- グラウンドホッグ・デー（2024年11月 - 12月）[1]
- THE THEORY OF RELATIVITY-相対性理論-（2025年1月）[2]
- ビートルジュース（2025年5月 - 6月）[3]
- サムシング・ロッテン!（2025年12月 - 2026年1月〈予定〉）[4]

### 映画
- 筆子・その愛 -天使のピアノ-（2007年） - 幸子役
- ヲタクに恋は難しい（2020年）

### テレビドラマ
- 金曜プレステージ いじわるばあさん 第2話「こんにちはモンスター」（2011年1月28日、フジテレビ） - 大槻さやか 役

### CM
- グランディハウスCM"つながる未来の先に"編